# ألنيف
ألنيف (بالإنجليزية: ALNIF) وبالأمازيغية ⴰⵍⵏⵏⵉⴼ هي قيادة ودائرة قروية تابعة لإقليم تنغير منذ 2009 ضمن جهة درعة تافيلالت المستحدثة وفق التقسيم الجهوي لسنة2015. كانت قبل ذلك تابعة لجهة مكناس تافيلالت ثم لجهة سوس ماسة درعة. يحدها غربا جماعة إكنيون(دائرة بومالن دادس) وشرقا دائرة الريصاني وشمالا جماعة أيت الفرسي(قيادة تغزوت نيت عطا) وجنوبا الجزائر. بلغ مجموع عدد سكان جماعة ألنيف حسب إحصاءات 2004 حوالي 20.175 نسمة يعيشون في 2358 أسرة. وانتقل حسب الإحصاء العام للسكان والسكنى لسنة 2014 إلى ما مجموعه 42639 نسمة موزعة على 5305 أسرة.

## أصل التسمية
تُرجع الروايات الشفوية أصل تسمية بلدة ألنيف بهذا الاسم إلى كلمة إلِّيف أو الهيف التي تعني الريح الصحراوية الحارة، ومرد ذلك إلى ما تُعرف به المنطقة من عواصف رملية شديدة الحرارة. قبل ذلك كانت هذه البلدة تسمى تنكارفا نسبة إلى شجيرة منتشرة بالمنطقة تسمى أنكارف. أما المؤرخ عبد الكريم الفيلالي، فيرجع أصل تسمية ألنيف إلى كلمة أنيف التي يعتبرها من قبيلة أشجع التي تنحدر من غطفان وجدهم أشجع بن ريث ومنهم أنيف بن ثعلبة بن قند بن خلاوة.

## التاريخ والسكان

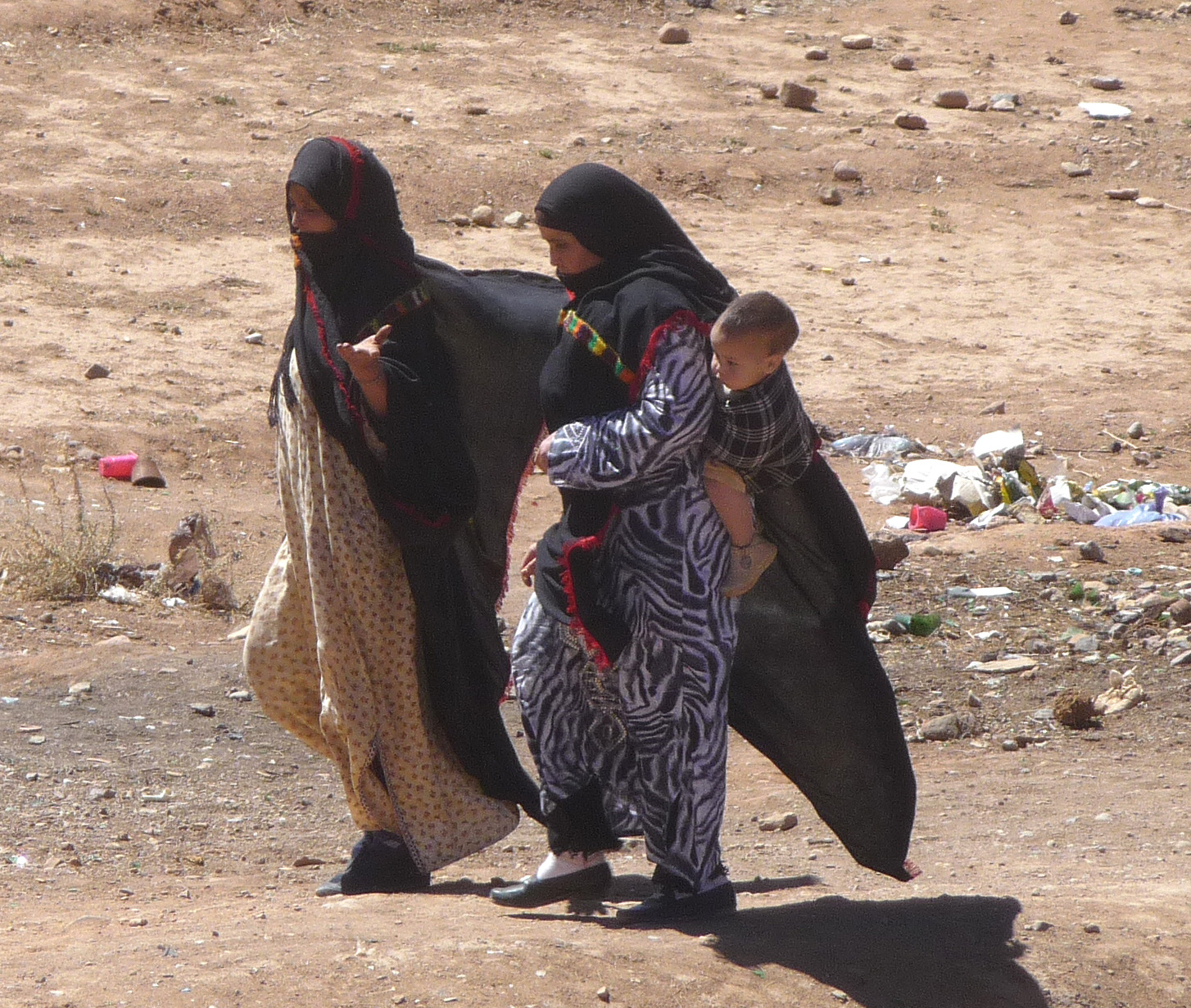
امرأتان عطاويتان من ألنيف

يصعب إعطاء تاريخ دقيق للاستقرار البشري بمنطقة ألنيف، غير أن مجموعة من المؤشرات تظهر أن تواجد الإنسان بالمنطقة قديم قدم التاريخ، ومن بين هذه المؤشرات النقوش الصخرية التي عُثر عليها في عدد من المواقع بالمنطقة.يرجع تاريخ بناء أغلب التجمعات السكنية بمنطقة ألنيف والمعروفة باسم إغرمان أو القصور إلى القرنين 18 و19 حيث ارتبط ذلك بالصراع حول الماء، بني التجمع السكني لألنيف المركز والمعروف بإغرم ن ألنيف أو قصر ألنيف حوالي 1919.
يشهد تاريخ ألنيف على مقاومة أهلها للاستعمار الفرنسي، حيث شهدت المنطقة واحدة من أشهر المعارك ضد الجيش الفرنسي وهي معركة بوكافر.

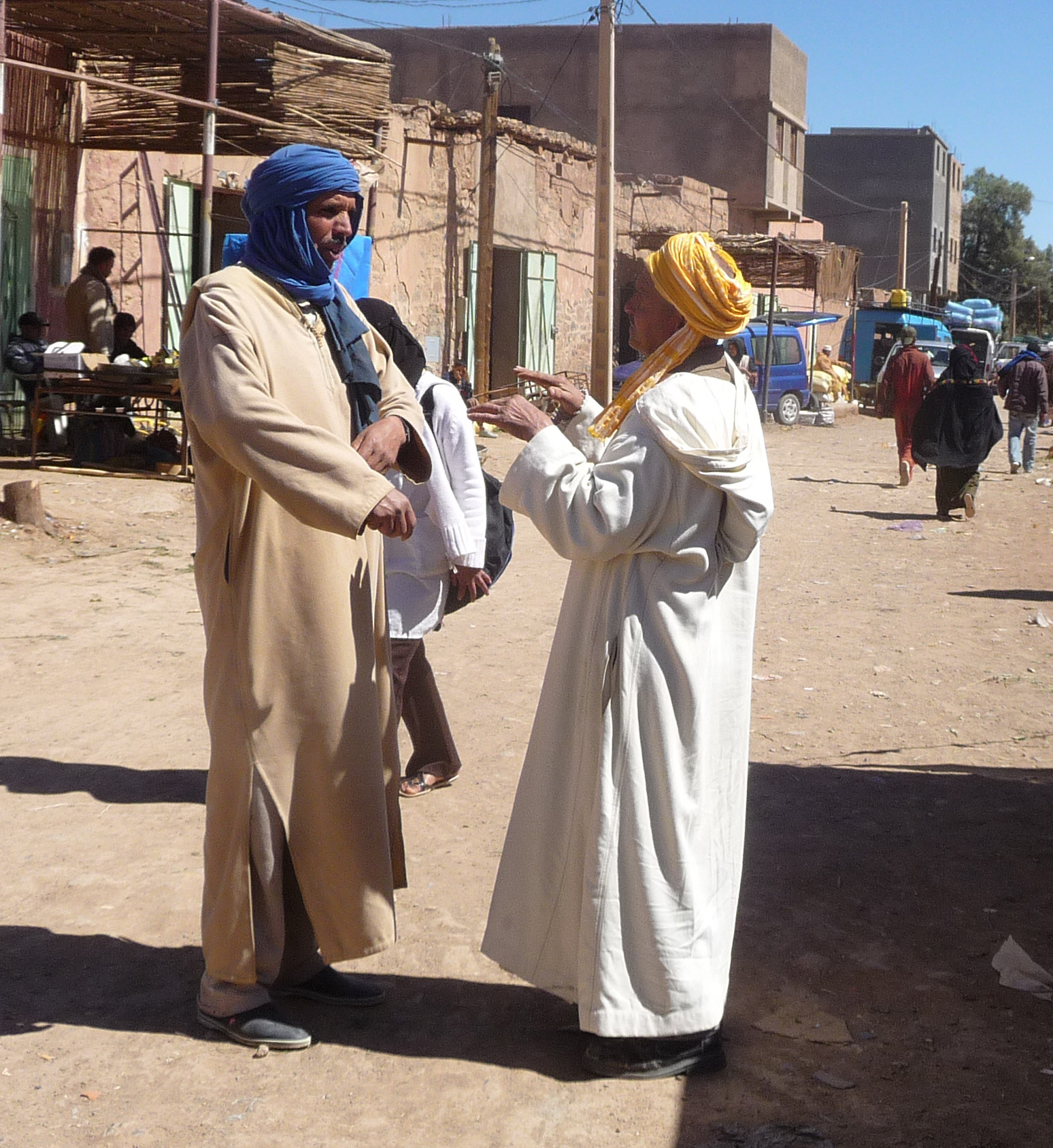
رجلان عطاويان من ألنيف

يتكون سكان دائرة ألنيف في غالبيتهم العظمى من خليط من القبائل الأمازيغية تأتي في مقدمتها قبيلة أيت عطا، إلى جانب إملوان والعبيد والشرفاء وبعض العناصر المتحدثة بالدارجة المغربية من الموظفين والجنود.

## إحصاء عام
| السنة | عدد السكان | عدد الأسر | عدد الأجانب |
| ----- | ---------- | --------- | ----------- |
| 1994  | 19023      | 2045      | °°°°        |
| 2004  | 20175      | 2358      | 0           |
| 2014  | 42639      | 5305      | 5           |

.

## المناخ

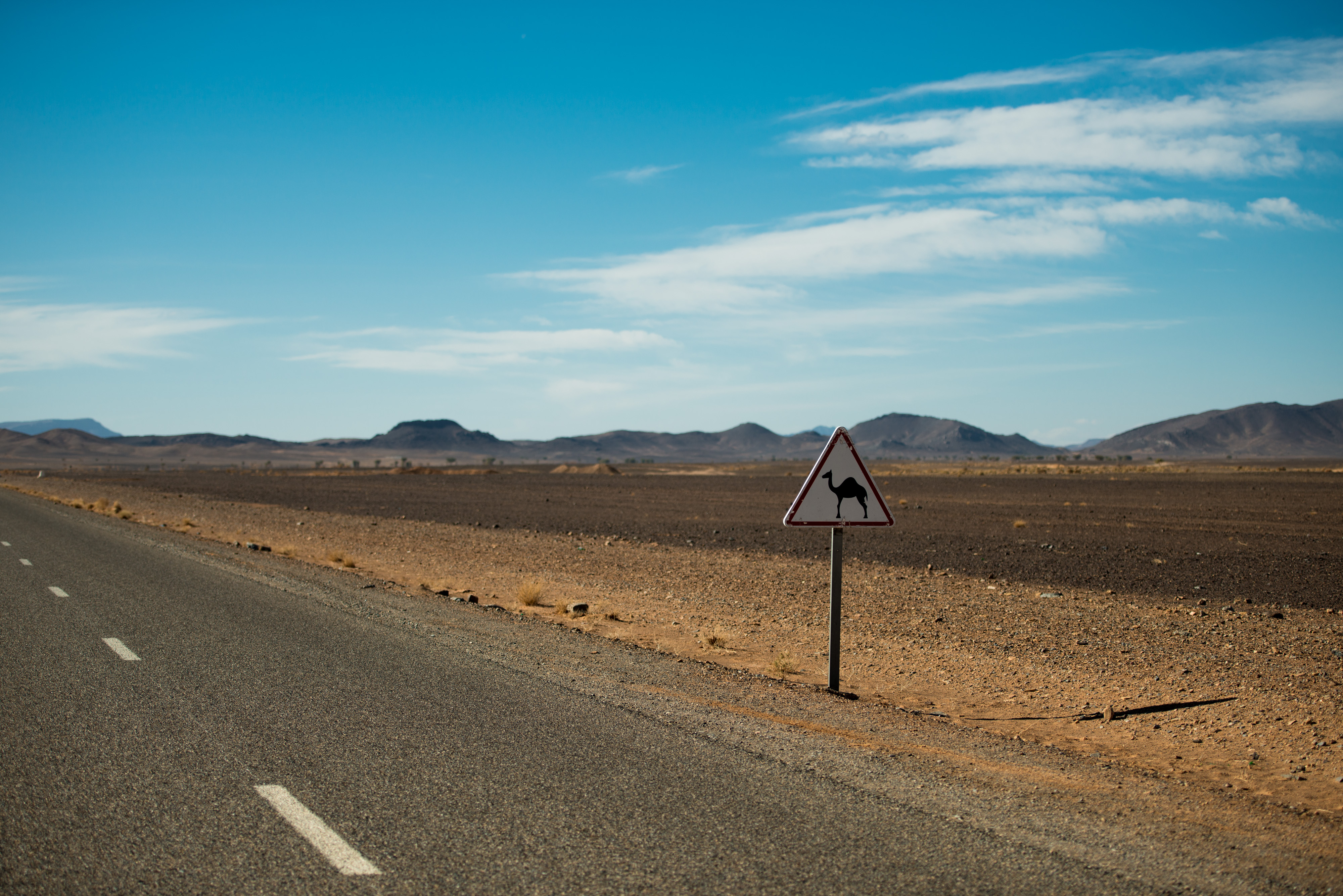
علامة طرقية بنواحي ألنيف؛ انتبه أنت في الصحراء!

يسود منطقة ألنيف كما أغلب مناطق تنغير مناخ صحراوي قاحل وجاف على طول السنة،بفعل المؤثرات الصحراوية الحارة القادمة من الجنوب مع كتل هوائية محيطية ضعيفة من الغرب، تحول جبال الاطلس الكبير دون تغلغلها بشكل قوي في المنطقة.

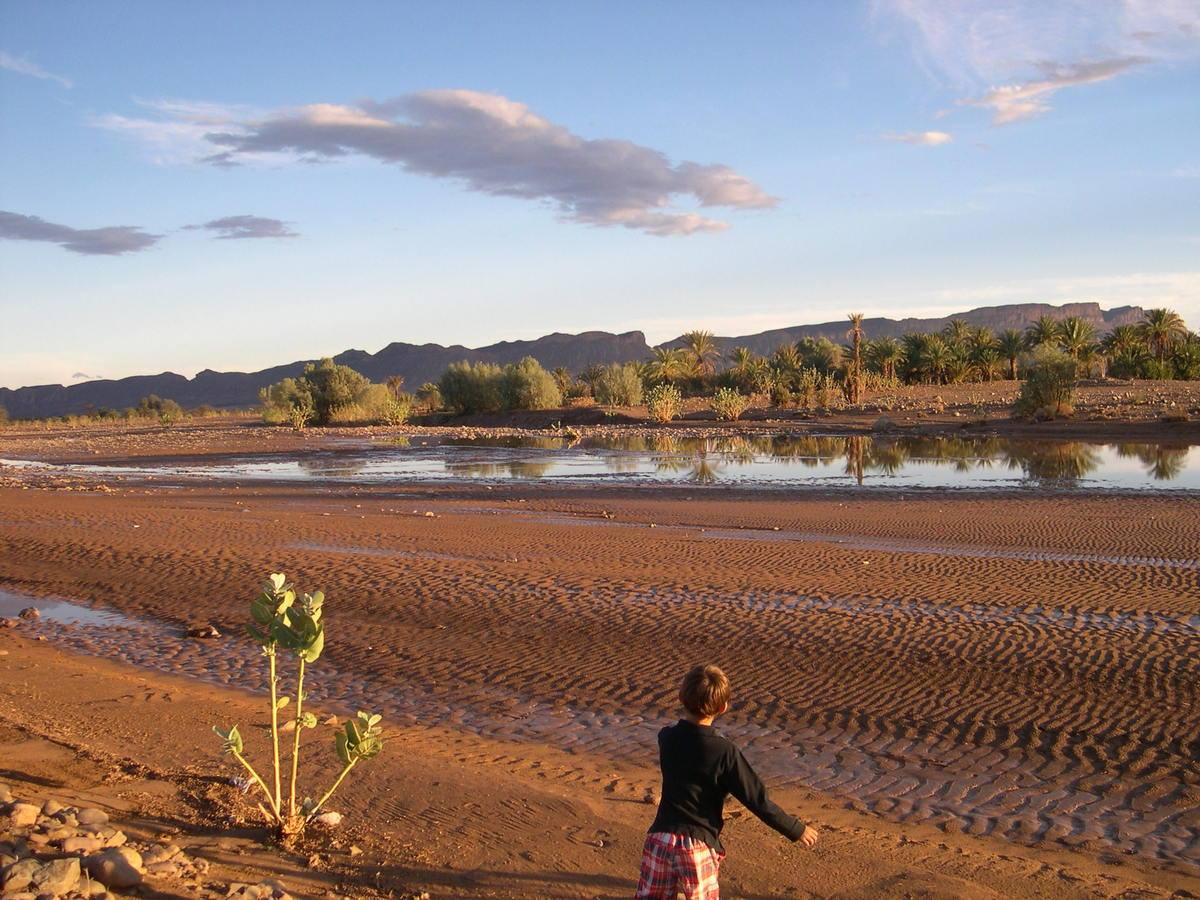
وادي ألنيف

يتميز مناخ المنطقة بقلة الأمطار التي لا تتجاوز 90 مليمتر في السنة مع عدم انتظامها زمنيا، حيث يمكن أن تحدث امطار فجائية وطوفانية تسبب فيضانات خطيرة وخاصة في فصل الصيف. من ميمزات هذا المناخ كذلك تسجيل درجات حرارة عالية جدًا (+ 40 درجة مئوية) في الصيف ومنخفضة في الشتاء (-5 درجة مئوية)، مع تبخر شديد يصل إلى أكثر من 2500 مم في السنة وتيارات ريحية قوية.
تم إحداث المصبنة الجماعية في ألنيف لتوعيه السكان بضرورة الاستغناء عن استعمال مياه الشرب في تصبين ملابسهم وأغطيتهم وأفرشتهم، كما أنه كان وسيلة لوقف تسرب المواد الكيميائية الناتجة عن استخدام مواد التنظيف إلى مزرواعت الواحة، مما يحمي البيئة، وتخفيف معاناة النساء اللواتي كن يعانين من التصبين التقليدي على قارعات الساقيات. المشروع الذي سبق أن اعتبرته الوكالة الوطنية لتنمية مناطق الواحات وشجر الأركان من بين أنجح المشاريع التي موّلتها في إطار مشروع التخفيف من تبعات التغيرات المناخية.

## بعض دواوير دائرة ألنيف
- توغزة
- عشيش
- امصيسي
- أشبارو
- أزقور
- عمار
- أيت زكان
- تعلالت
- أيت سعدان

## الأنشطة الاقتصادية

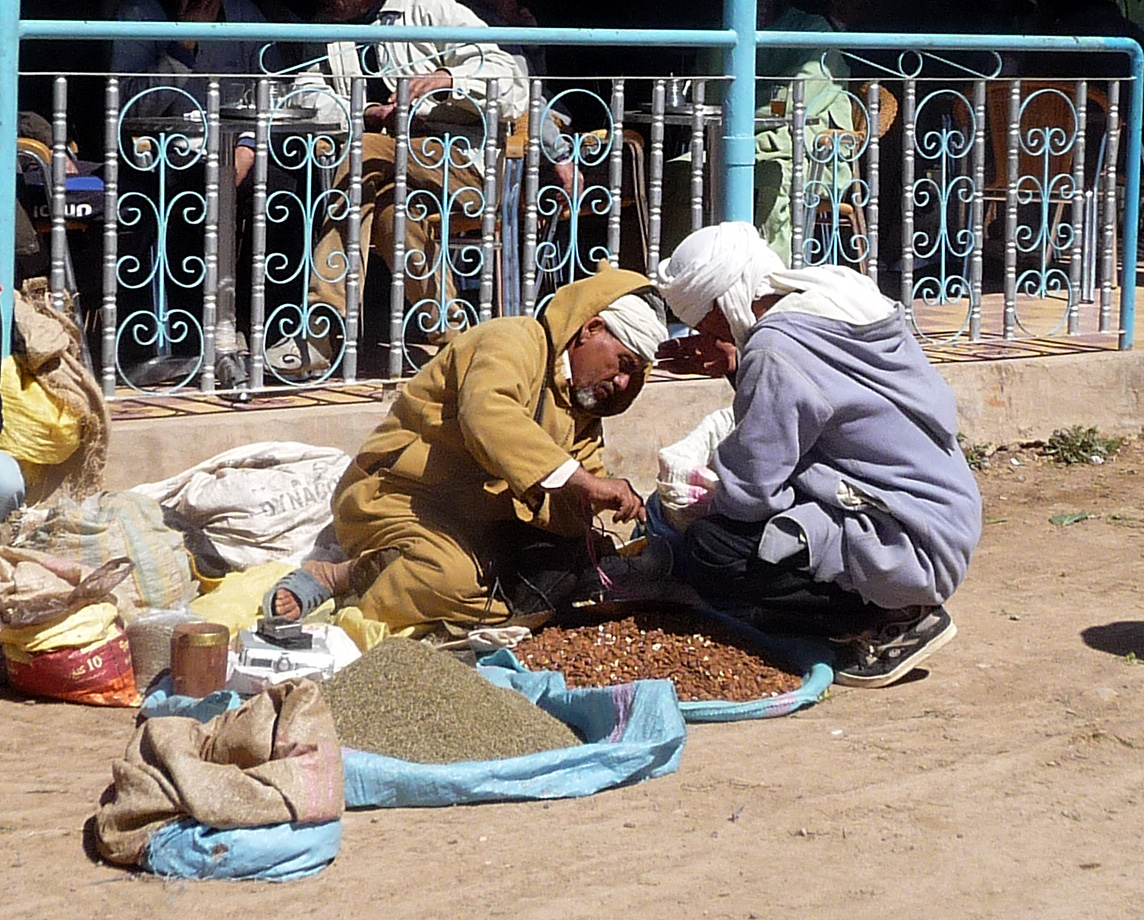
تاجر يبيع منتوجات محلية بسوق ألنيف

تتنوع الأنشطة الاقتصادية بألنيف، إذ تأتي في مقدمتها الزراعة وتربية المواشي. 

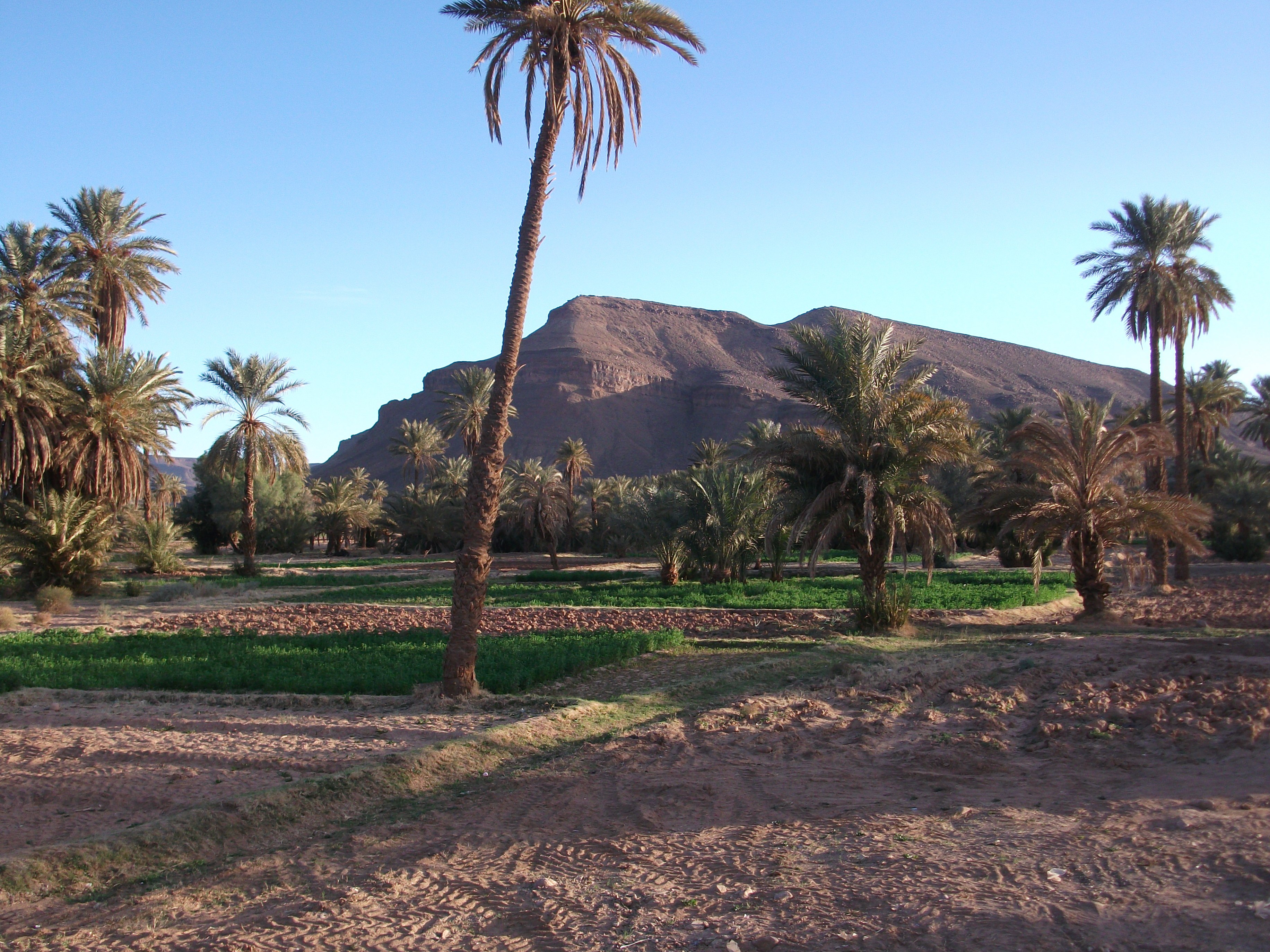
الزراعة بواحة ألنيف

تعتبر السياحة والتجارة والصناعة التقليدية أيضا من أهم أسس الاقتصاد المحلي.

## جنة الجيولوجيين

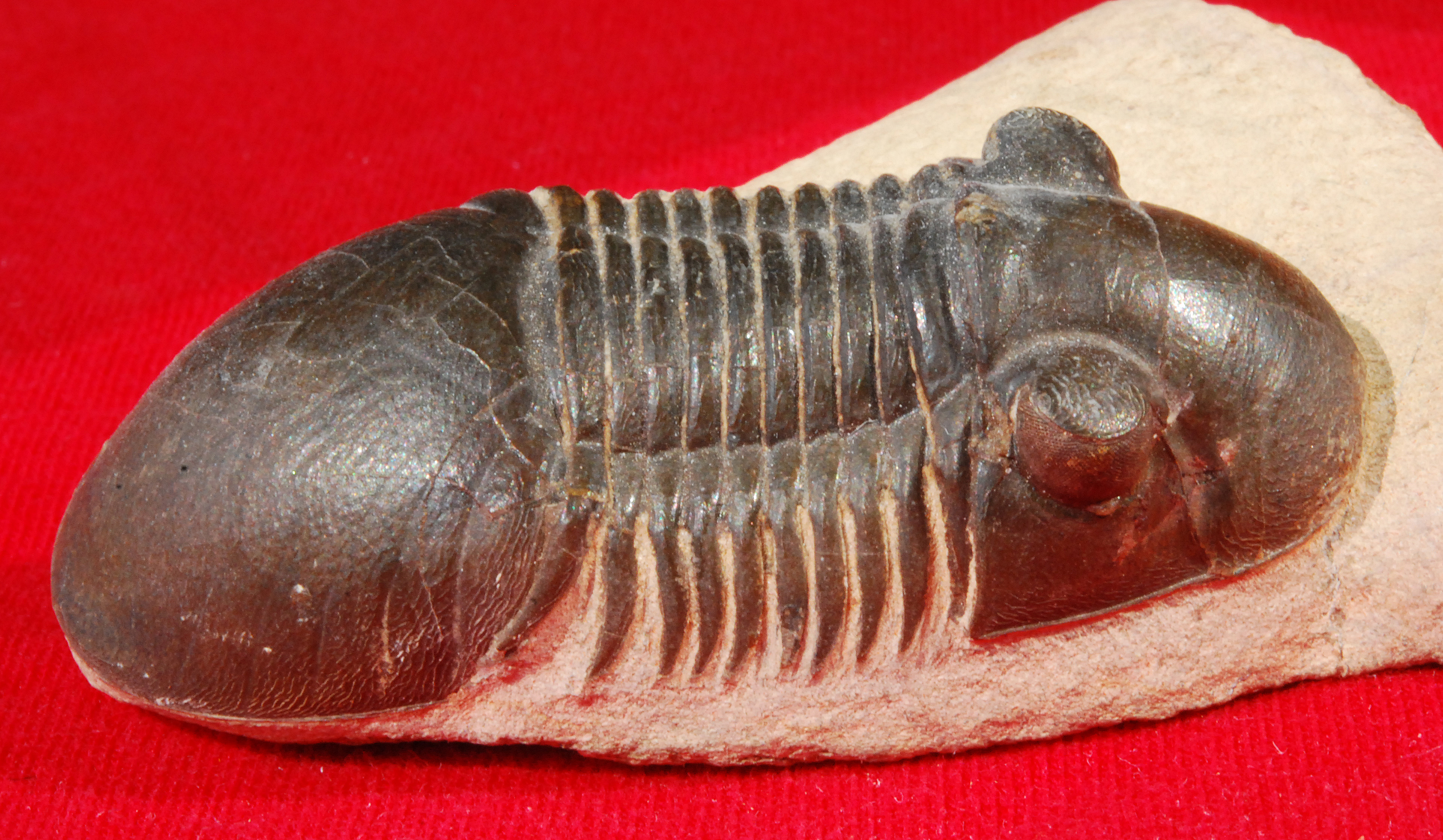
ثلاثية الفصوص مستخرجة من ألنيف

توصف ألنيف بأنها جنة الجيولوجيين، وذلك لما تزخر به من مستحثات تعود إلى حقب تاريخية قديمة، وأشهرها ثلاثية الفصوص التي يعد عمرها بملايين السنين.

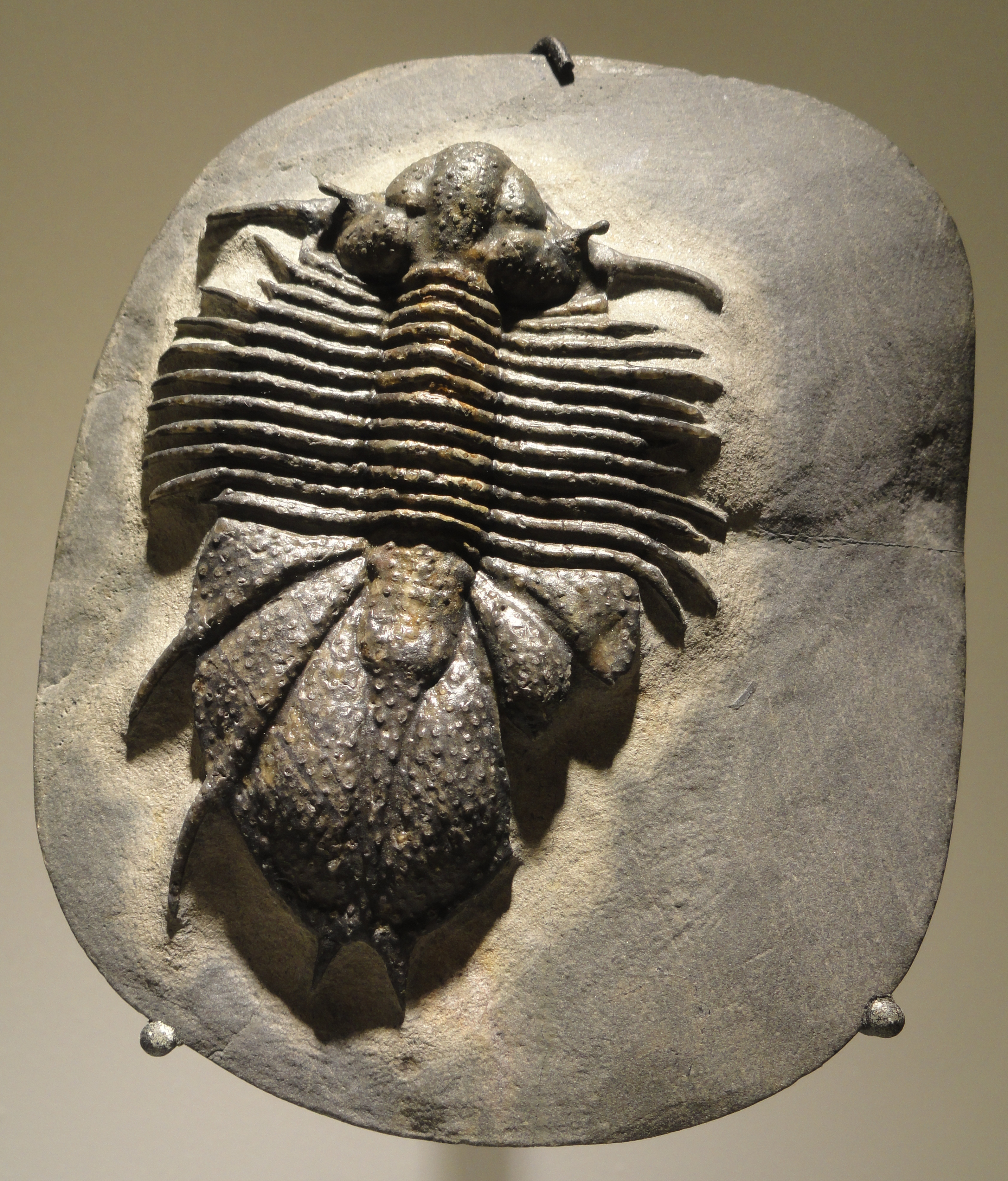
مستحاثة من ألنيف

تنتشر في ألنيف المركز وفي القرى المجاورة مجموعة من المحلات التجارية المتخصصة في بيع المستحاثات وورشات لاستخراجها، حيث يعد العمل في هذا الميدان من الأنشطة المدرة للدخل والتي تستقطب عددا مهما من أبناء المنطقة.

## أعلام
- عبد السلام وادو
- فريد الأنصاري